# Partimage
Partimage ist ein Programm um Speicherabbilder (englisch Images) von Festplattenpartitionen in eine Abbilddatei zu sichern oder daraus wiederherzustellen. Partimage steht als freie Software unter der GNU General Public License (GPL). Über alle Versionen summiert wurde es schon über 545.000 Mal von dem offiziellen Server heruntergeladen, dazu gehört es in vielen Linux-Distributionen zum Standard-Umfang.

## Merkmale
Partimage bietet die Möglichkeit, Partitionen über ein Rechnernetz auf andere Rechner wie einem Server oder auf einem Network Attached Storage (NAS) zu sichern oder davon wiederherzustellen, sofern dort ein partimaged-Server vorhanden ist. Zu sichernde Abbilder von Partitionen können entweder direkt oder durch verschiedene Verfahren komprimiert gesichert werden. Da im regulären Betrieb eingebundene Partitionen, wie die sogenannte root-Partition im Regelfall nicht im Betrieb gesichert werden können, steht Partimage auch als Live-System in Form einer Rettungs-CD (englisch SystemRescueCD) zur Verfügung. Dabei wird das zu sichernde System von der Rettungs-CD gebootet und erlaubt so beliebige Partitionen unabhängig vom Funktionszustand des Systems zu sichern bzw. zu restaurieren.
Partimage teilt Abbilddateien standardmäßig in Dateien kleiner als 2 GB auf, da diverse ältere Dateisysteme wie FAT16 keine Dateien größer als 2 GB ermöglichen, diese Einstellung lässt sich jedoch, etwa für CD-R (650 oder 700 MB) oder für modernere Dateisysteme mit höheren Grenzen, ändern. Partimage verfügt zudem über eine Fortschrittsanzeige, die alle diesbezüglichen für Benutzer relevanten Daten anzeigt, so zum Beispiel die Größe der zu sichernden Imagedatei, den zur Verfügung stehender Speicherplatz auf dem Zielmedium oder die verstrichene und verbleibende Zeit.
Das ext4-Dateisystem, Standard in Debian und davon abgeleiteten Distributionen wie Ubuntu, wird so wie ReiserFS-4 nicht unterstützt. Weiterhin ist es nicht möglich, aus den Festplattenabbildern einzelne Dateien zu extrahieren, ohne das Image komplett zu entpacken.